# Arrondissement Huy
Arrondissement Huy (francouzsky: Arrondissement de Huy; nizozemsky: Arrondissement Hoei) je jeden ze čtyř arrondissementů (okresů) v provincii Lutych v Belgii.
Jedná se o politický a zároveň soudní okres. Soudní okres Huy také zahrnuje obce Braives, Hannut, Lincent, Saint-Georges-sur-Meuse a Wasseiges politického okresu Waremme a obci Comblain-au-Pont politického okresu Lutych.

## Obyvatelstvo
Počet obyvatel k 1. lednu 2017 činil 112 786 obyvatel. Rozloha okresu činí 659,36 km².

## Obce
Okres Waremme sestává z těchto obcí:
- Amay
- Anthisnes
- Burdinne
- Clavier
- Engis
- Ferrières
- Hamoir
- Héron
- Huy
- Marchin
- Modave
- Nandrin
- Ouffet
- Tinlot
- Verlaine
- Villers-le-Bouillet
- Wanze